# Stjepan I., kralj Hrvatske
Stjepan I. Krešimirović bio je hrvatski kralj iz vladarske dinastije Trpimirovića koji je vladao od oko 1030. do oko 1058. godine.

## Naziv
Iako je prije njega i kralj Stjepan Držislav nosio ime „Stjepan“, on ga nije primio po krunidbi kao Držislav (što je bio običaj većine srednjovjekovnih vladara kako bi izrazili svoju kršćansku odrednicu), nego mu je ono bilo dano po rođenju. Stoga se on smatra „prvim“ hrvatskim kraljem Stjepanom. 

## Životopis
Sin je Krešimira III., koji se prema nekim povjesničarima, oženio Hicelom, kćerkom mletačkog dužda i kojemu se rodio Petar Krešimir IV.
Godine 1012. njemačko-rimski car Henrik II. postavio je za hercega Adalberona koji je upravljao ne samo koruškom vojvodinom nego i markom. On se 1035. pobunio protiv cara Konrada II. te je nastojao utvrditi savez s Hrvatima.
Stjepan je poslao svoga rođaka Dobronju u Carigrad, kako bi se poklonio bizantskom caru Mihajlu IV. Paflagoncu. No, kako je Stjepan ratovao s najvećim bizantskim saveznikom, Mletačkom Republikom, Dobronja je bio zatočen. Zatim je protiv Hrvata poslao brodovlje te su zarobili i u Carigrad odveli Dobronjinu ženu i sina. Naposljetku je Dobronja preminuo u Carigradu.
Za Stjepanove vladavine, Hrvati i Srbi u Duklji, Travunji i Zahumlju su se 1034. godine pokušali osloboditi bizantske vlasti pod vodstvom dukljanskog kneza Stjepana Vojislava. U tome i uspijevaju te je 1042. godine Stjepan Vojislav osnovao samostalnu državu Duklju. Iste godine na vlast u Carigradu dolazi Konstantin IX. Monomah i bizantska politika prema Hrvatskoj se mijenja. Kako bi očuvao dijelove Dalmacije, car je imenovao hrvatskog bana Stjepana Prasku za „carskog protospatara“ (počasni zapovjednik carske vojne ispostave). On je nominalno radio za Bizant i stolovao je u Zadru, ali je isposlovao da ostali gradovi dođu pod vlast kralja Stjepana I.
Promjena se ponovno dogodila 1046. godine kada je iz Ugarske morao bježati kralj Petar Mlečanin, sin bivšeg mletačkog dužda Otona Orseola i nećak kralja Stjepana I. Stjepan je potom provaljivao i ratovao po Ugarskoj, a na istok je proširio svoju vlast sve do Drine. Te prilike su iskoristili Mlečani kao razlog za ponovno opsjedanje dalmatinskih gradova. Mletački dužd Dominik Kontarini je poveo rat protiv Hrvatske u kojemu je 1050. godine uspio osvojiti i Zadar.
Kao odraz svoje samostalnosti, Stjepan I. je u Kninu 1040. godine osnovao biskupiju, koja je na sjeveru dopirala sve do rijeke Drave. Kninski biskup nosio je naslov „hrvatski biskup” (episcopus Chroatensis), a prvim biskupom u Kninu 1042. godine navodi se biskup Marko.
Za vrijeme Stjepanove vladavine u južnoj Italiji je Robert Guiscard osnovao nezavisnu normansku državu, što će kasnije imati utjecaja na hrvatske prilike za Petra Krešimira IV.
U historiografiji se javljalo mišljenje da je Stjepan 1050. godine Dubrovniku poklonio zemlju od Zatona do samoga grada. Međutim, riječ je o nekritičkom preuzimanju podatka koji je prvi zapisao Junije Rastić u kronici „Chronice de Ragusa”.
Sahranjen je u crkvi sv. Stjepana na Otoku. Naslijedio ga je njegov stariji sin, Petar Krešimir IV.
Njegov mlađi sin bio je Gojslav II. Prema zapisu u Korčulanskom kodeksu, Petar Krešimir IV. bio je optužen za Gojslavovo ubojstvo te se ispred papinog poslanika morao zajedno s dvanaest župana zakleti u svoju nevinost.

## Povijesna svjedočanstva
Svjedočanstva o Stjepanovom postojanju sačuvana su prvenstveno u ispravama njegovog sina Petra Krešimira IV. U jednom od dva sačuvana prijepisa darovnice samostanu sv. Ivana u Biogradu iz veljače 1060. godine, Petar Krešimir IV. ističe kako je njegov otac bio kralj Stjepan (Ego Chresimyr, Stephani regis filius). Isti podatak ponavlja se u ispravi od 25. prosinca 1066. kojom Petar Krešimir IV. pod svoju zaštitu uzima samostan sv. Marije u Zadru (Ego Cresimir, rex Chroatie et Dalmatie, filius Stephani regis), te u ispravi kojom se 1069. samostanu sv. Krševana u Zadru poklanja otok Maun. Navodi se također među kraljevima nabrojanima u ispravi Petra Krešimira IV. iz 1066. ili 1067. godine kojom potvrđuje samostanu sv. Krševana u Zadru posjed u Diklu.
Postoji mogućnost da se Stjepan spominje u kronici Ivana Goričkog. Navodi se kako je hrvatski kralj Stjepan, kojeg zovu Vojislav, pustošio krajeve do Drine. Kroničar je ovdje očito pomiješao dva vladara, hrvatskog Stjepana I. i dukljanskog Stjepana Vojislava te ih je spojio u jednu osobu. Međutim, ova vijest vjerojatno ima određenu povijesnu točnost jer se navodi da je dotični hrvatski vladar za bana postavio Prasku koji se spominje kao ban i u spomenutoj darovnici za Diklo.
Prema autoru životopisa pape Lava IX., povjesničar Neven Budak prepoznaje Stjepana I. kao kralja Dalmacije (što podrazumijeva i kralja Hrvatske) koji je želio doći pred papu te mu kao poklon poslao papagaja koji je znao izgovarati papino ime.

### Knjige
- Antoljak, Stjepan. 1992. Hrvatska historiografija do 1918. Matica hrvatska. Zagreb.
- Horvat, Rudolf. 1924. Povijest Hrvatske I. Od najstarijeg doba do g. 1657. Tiskara "Merkur". Zagreb.
- Rački, Franjo. 1877. Documenta historiae chroaticae periodum antiquam illustrantia (latinski). Sumptibus Academiae scientiarum et artiuma. Zagreb.
- Singleton, Frederick Bernard. 1985. A Short History of Yugoslav Peoples (engleski). Cambridge University Press
- Stipišić, Jakov; Šamšalović, Miljen, ur. 1967. Codex Diplomaticus Regni Croatiae, Dalmatiae et Slavoniae sv. 1 (latinski). JAZU. Zagreb.
- Šišić, Ferdo. 2004. Povijest Hrvata: Pregled povijesti hrvatskoga naroda. Marjan tisak. Split.
- Klaić, Vjekoslav. 1982. Povijest Hrvata. Knjiga prva. Nakladni zavod Matice hrvatske. Zagreb.
- Katić, Lovre. 1943. Tri najveća hrvatska kralja. Hrvatsko književno družtvo sv. Jeronima. Zagreb.

### Članci
- Filippi, Živan. 2019. Korčulanski kodeks iz XII. st. Lanterna. Udruga Lanterna. Zagreb.  (3): 9–15
- Budak, Neven. 2018. Njemački papa i hrvatski papagaj. Historijski zbornik. Društvo za hrvatsku povjesnicu. Zagreb. 71 (1): 1–5

## Vanjske poveznice

### Ostali projekti
|  | Zajednički poslužitelj ima još gradiva o temi Stjepan I.                    |
|  | Wikizvor ima izvorni tekst Povijest Hrvatske I. (R. Horvat)/Kralj Stjepan I |

| Vladarske titule         | Vladarske titule                 | Vladarske titule              |
| ------------------------ | -------------------------------- | ----------------------------- |
| prethodnik Krešimir III. | hrvatski kralj oko 1030. – 1058. | nasljednik Petar Krešimir IV. |